# Chilton Foliat
Chilton Foliat est une paroisse civile et un village du Wiltshire, en Angleterre.